# 上北農産加工
上北農産加工株式会社（かみきたのうさんかこう）は、農業協同組合を前身とし、青森県十和田市に本所を置く、調味料製造専門の企業。略称は「KNK」(Kamikita Nousan Kakou)。
主力商品「スタミナ源たれ」で知られている。地元十和田市を中心として青森県内では「源たれ」で通じる。県内産の材料の調達比率を高めた製品開発が特色である。

## 沿革
- 1940年 - 藤坂めん羊組合[2]。
- 1951年 - 藤坂緬羊農業協同組合[2][1]。
- 1953年 - 青森県農村工業農業協同組合連合会三本木工場を買収し、上北農産加工農業協同組合に改称。
- 1960年代 - 醤油生産を開始[1]。
- 1962年 - 羊毛加工販売事業を中止[2]。
- 1965年 - 「スタミナ源たれ」発売開始[2]。
- 1974年 - 十和田市大字相坂に移転[2]。
- 1986年 - KNKめんつゆ発売[2]。
- 2008年 - 新社屋建設着工。
- 2009年 - 4月18日に本社移転。
- 2017年6月 - 株式会社に組織変更[2]。

## 主要商品

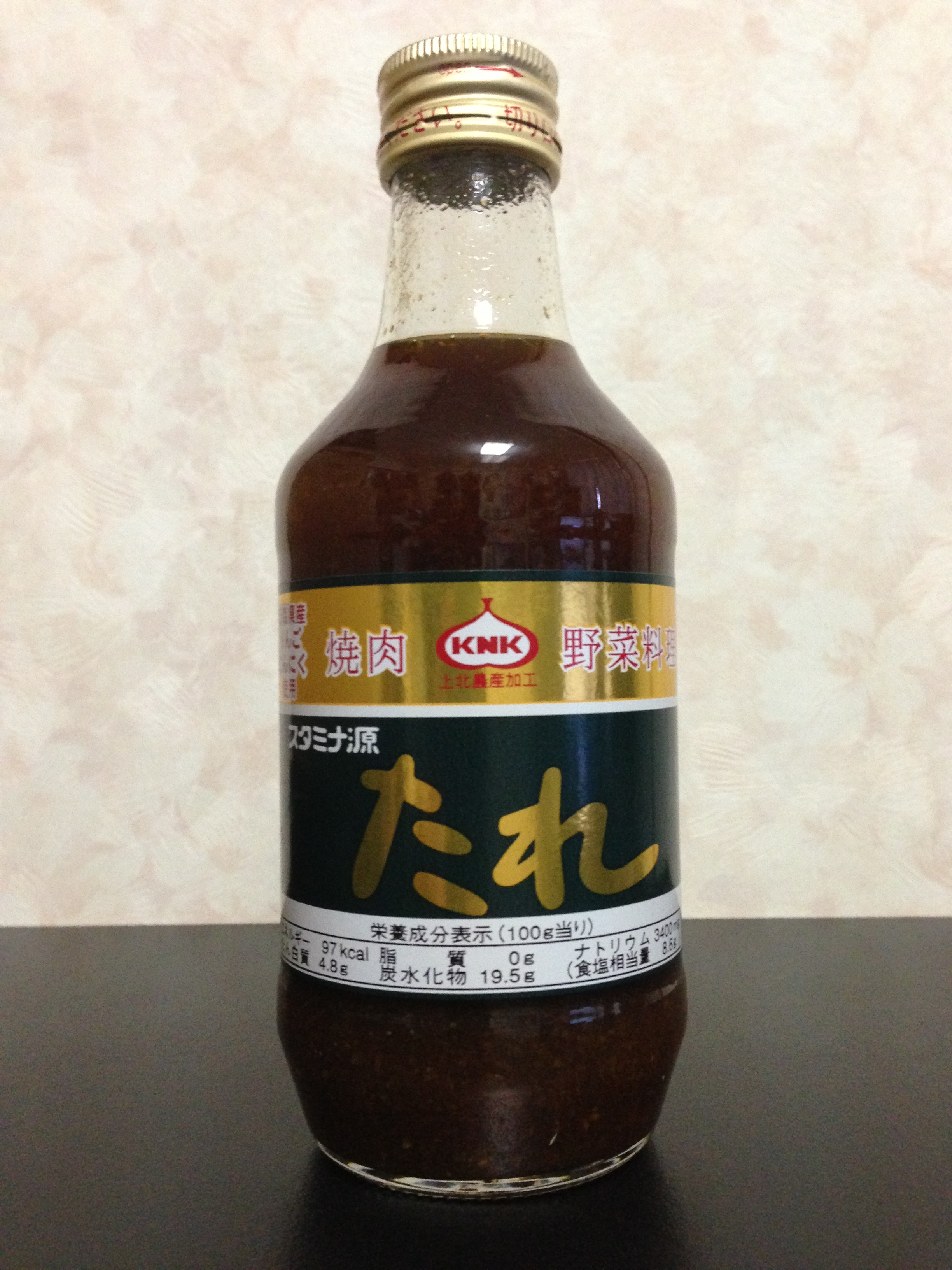
スタミナ源たれ

- スタミナ源たれシリーズ
同社主力の商品で、青森県で一番使われている焼き肉のたれ。元々ジンギスカン向けに開発されたものの、後に焼肉・野菜炒めにも使われるように広がった。1990年代前期までアントン・ウィッキーが、2010年前後にはフリーアナウンサーの高橋佳代子が出演するテレビCMが青森県を中心に放映されていた。現在はりんご娘と従業員が出演し、りんご娘の楽曲「だびょん」の替え歌が使用されているコマーシャルが青森県内のテレビ、ラジオで放映されている。
  - スタミナ源たれ（スタンダード）
  - スタミナ源たれソフト（スタンダードはかなり塩分量が多いため、こちらが万人向きとなっている）
  - スタミナ源たれゴールド（辛口、中辛、甘口が存在する）
  - スタミナ源たれプレミアム
  - 俺たちのスタミナヴァンたれ にんにくマシマシ（ヴァンラーレ八戸とのコラボ商品。ヴァンラーレが栽培、収穫したにんにくを全面使用しており、にんにくの含有量が通常品の倍となっている）
  - スタミナ源塩焼のたれ
  - さらだ源（スタミナ源たれの派生商品で、サラダ向けに開発されたドレッシング）
  - スタミナ源たれ鍋つゆ（スタミナ源たれの派生商品で、鍋用の濃縮スープ）
- くみあい醤油（青森県内消費分）
- デリカフレンド（香辛料を加えた、醤油仕立てのテーブル調味料）
- 健骨醤油
- 健骨みそ
- 青森県民の醤油
元青森放送社員の青山良平が出演するコマーシャルが放映されている。

### 同社製品を使用したもの
カッコ内は発売元
- 豚焼肉おにぎり（セブン-イレブン）
- 豚焼肉弁当（セブンイレブン）
- 青森県産牛肉と豚肉のたげめぇ弁当（ローソン）
- スタミナ源たれ 牛&豚肉弁当 （吉田屋） - 八戸駅の駅弁
- スタミナハンバーグパン（シライシパン）
- スタミナ源たれドーナツ（シライシパン）
- 源たれミートパン（工藤パン）
- スタミナ源たれまん（たけや製パン）
- ポテトチップス スタミナ源たれ味（カルビー）
- たれ風味ポテトチップス（湖池屋）
- スタミナ源たれチップス（上北農産加工）
- 南部せんべいスタミナ源たれ味（小松製菓）
- チャルメラ 青森スタミナ源たれにんにく甘旨醤油ラーメン（明星食品）
- チャルメラ 青森スタミナ源たれにんにく醤油まぜそば（明星食品）
- スタミナ源たれゴールド使用ガツンとにんにくスタミナラーメン（明星食品）
- S&B まぜるだけのスパゲッティソース ご当地の味 青森スタミナ源たれ&ガーリック（エスビー食品）
- 濃堅パックあみじゃがスタミナ源たれ味（東ハト） - NewDaysエキナカグルメフェア（2021年4月20日 - ）で販売
- スタミナ源たれ 牛肉チャーシューマヨネーズ（おにぎり）（セブンイレブン）
- マヨネーズパン スタミナ源たれ使用（セブンイレブン）
- 鶏そぼろ&マヨネーズパン スタミナ源たれ使用（セブンイレブン）
- 冷製から揚げ スタミナ源たれ使用（セブンイレブン）
- チャルメラ 青森スタミナ源たれ にんにく醤油焼そば（明星食品）
- チャルメラ 青森スタミナ源たれ にんにく塩焼そば（明星食品）
- オニオンスティック スタミナ源たれ使用（セブンイレブン）
- チーズポテトスティック スタミナ源たれ使用（セブンイレブン）
- スナックサンド スタミナ源たれ味（フジパン）
- スタミナ源たれ風味スナック（ニッポー）
- スタミナ源たれ 揚げ煎餅（ドウシシャ）